# 진성당원제
대한민국의 진성당원제(眞性黨員制)는 당비를 낸 당원만 정당활동을 할 수 있는 제도이다. 

## 역사
2000년 창당한 민주노동당에서 채택한 당원 제도로 2002년 개혁국민정당이 기간당원제라는 이름으로 도입하였고, 열린우리당이 한때 채택하였다. 현재 국민의힘에선 책임당원이라는 이름으로 더불어민주당에선 권리당원이라는 이름으로 시행 중이다.

## 특징
기간당원 또는 진성당원은 자신들의 정치적 신조나 이념과 일치하는 정강정책을 가진 정당에 가입하여 당비를 내고 통상적인 정당활동을 할 뿐만 아니라 선거운동도 하는 당원을 말한다. 
기존 대한민국의 정당의 당원들이 정당의 주요 지도자들이나 간부들 또는 그 추종자들에게 각종의 보상을 받고 동원된 비자발적 당원이 대부분을 차지하였된 것에 비하여 당내 활동에 적극적으로 참여하는 것이 특징이다.